# وادوما
وادوما یا دوما، نام قبیله‌ای است در منطقه کانیمبا در شمال زیمبابوه، به ویژه در نواحی اورونگوه و سیپالیلو در اطراف حوضه‌های رودخانه موازاموتاندا، شاخه‌ای از دره رودخانه زامبزی، زندگی می‌کنند. آنها تنها شکارچی-گردآورنده سنتی بومی زیمبابوه هستند و به دلیل دست خرچنگی موروثی موجود در میان برخی از اعضای قبیله مشهور هستند.

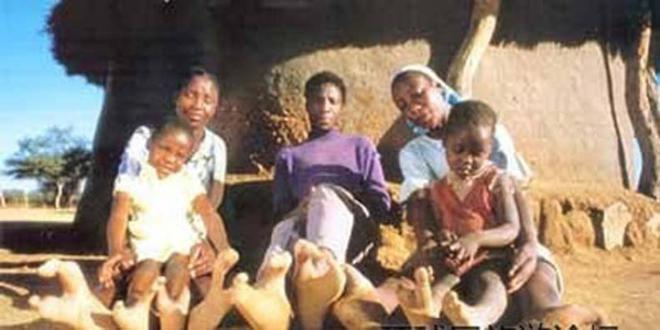
اعضای قبیله با اکتروداکتیلی موروثی

به دلیل انزوای قبیله وادوما، آنها دست خرچنگی را حفظ کرده‌اند، و مخزن ژنتیکی نسبتا کوچک آنها باعث شده است که این وضعیت بسیار بیشتر از جاهای دیگر مشاهده شود.

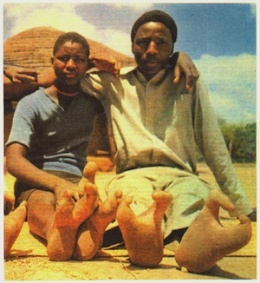

## زبان
وادوماها به زبان دما صحبت می‌کنند، که ارتباط نزدیکی با زبان غالب شونای زیمبابوه دارد و برای کسانی که به گویش‌های کورکور و تانده شونا صحبت می‌کنند قابل درک است. که در کنار مردم شونا و کوندا در کانیمبا زندگی می‌کنند، آنها همچنین به زبان کورکور شونا و کوندا صحبت می‌کنند.